# Bleu Vert Vosges
Pour les articles homonymes, voir bluet.
Bleu Vert Vosges est un label donné aux myrtilles cultivées en France sur le massif vosgien. Il se dénommait auparavant « Bluet des Vosges » par opposition aux myrtilles sauvages que l'on trouve dans les forêts et sur la montagne et que les Vosgiens appellent « brimbelles ». Le label a été créé en 1985 et est dénommé ainsi depuis 2006.

## Définition botanique
Cette myrtille de culture est originaire d'Amérique du Nord où elle pousse à l'état sauvage. Cette Myrtille arbustive (Vaccinium corymbosum) a été « améliorée » pour l'agriculture. La culture des blueberries ou bleuets a connu un essor important au XXe siècle en Amérique du Nord, traversant l'océan pour arriver dans le massif vosgien vers les années 1970. Elle s'est développée dans les années 1980, les autorités voulant ainsi encourager les petits agriculteurs à diversifier leur production. Il existe de nombreuses variétés de myrtilles de culture, qui ne sont pas exclusivement cultivées dans les Vosges. On en trouve notamment dans les Alpes ou le Massif central. Cependant c'est l'appellation « Bluet des Vosges » qui semble la plus active en France pour faire reconnaître ce fruit.

## Caractéristiques

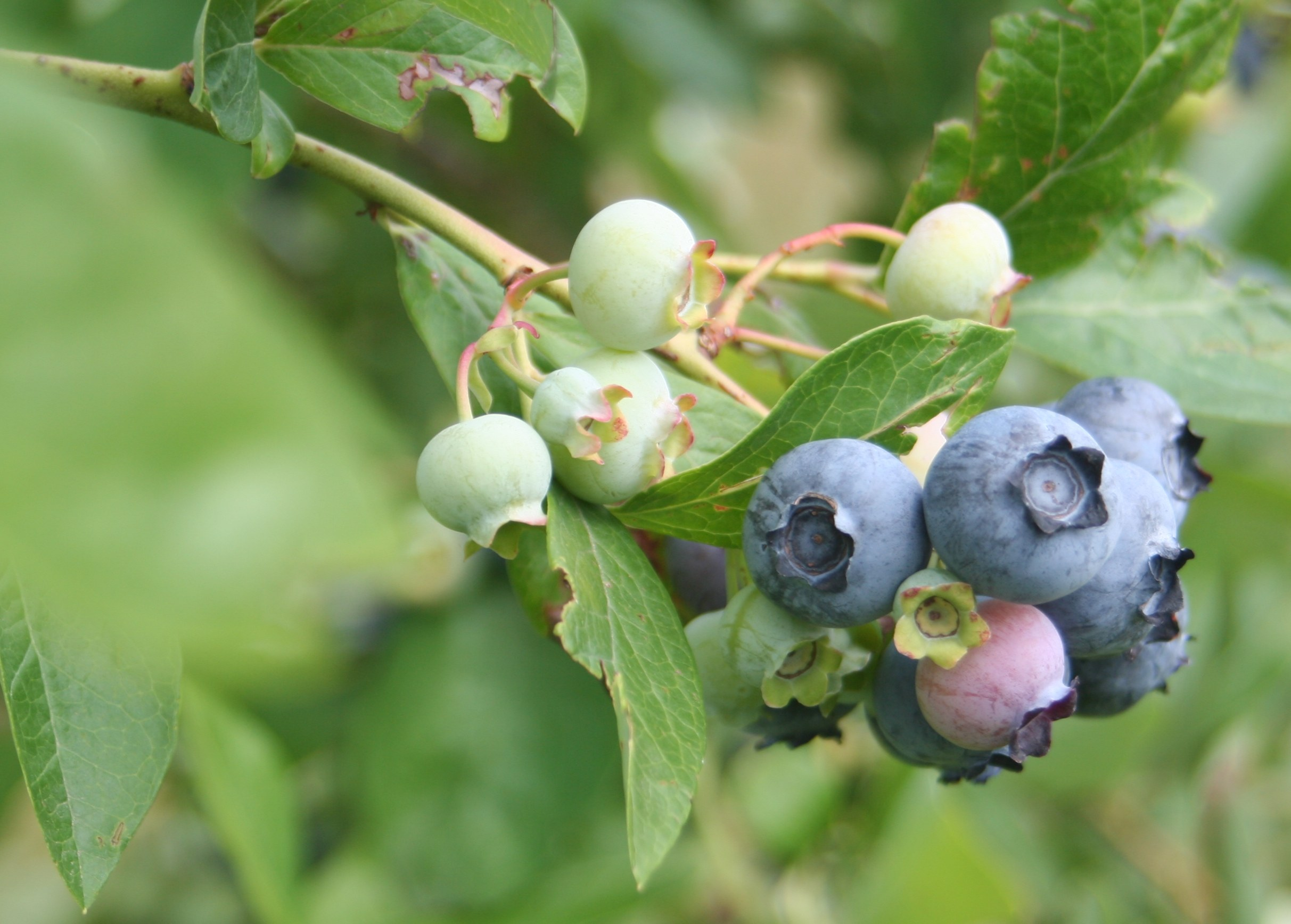
Bluet des Vosges

Le bluet des Vosges est plus gros que la Myrtille sauvage (Vaccinium myrtillus) et pousse sur des arbustes atteignant (au bout d'une dizaine d'années) plus de 1,5 mètre de hauteur et 1 mètre de diamètre, à comparer aux 40 centimètres de haut de sa cousine autochtone. Le fruit sauvage conserve cependant un avantage indéniable : son goût plus prononcé. Autre différence, le bluet est à chair blanche et ne tache pas trop quand il est mangé cru, alors que la brimbelle a la chair noire. Cependant la chair du bluet devient noire à la cuisson. 

## Utilisation
Le bluet des Vosges est principalement consommé sous forme de:
- Fruit frais ou cuit (tartes, clafoutis, etc.)
- Condiment au vinaigre, il accompagne salades, fromages et plats de charcuterie.
- Nectar, c'est un apéritif original à déguster pur, en sirop ou en kir.
- Confiture.
- Gelée.
- Sorbet.
- Vins de fruits.
- Sauces pour la cuisine.